# Lumbricillus ochotensis
Lumbricillus ochotensis is een ringworm uit de familie van de Enchytraeidae. De wetenschappelijke naam van de soort is voor het eerst geldig gepubliceerd in 1979 door Shurova.